# ION (satélite)
El Illinois Observing Nanosatellite (ION) es la primera misión de CubeSat desarrollada por los estudiantes de la Universidad de Illinois en Urbana-Champaign. El satélite se perdió en el fracaso del lanzamiento de un cohete Dnepr el 26 de julio de 2006.
Las cargas útiles incluían un fotómetro, un micro-propulsor y una cámara.

## Objetivos de la misión
- Realizar mediciones de intensidad de oxígeno en la ionosfera.[1]
- Probar MicroVacuum Arc Thruster (µVAT) en el espacio.[1][3]
- Probar el procesador SID en el espacio.[1]
- Pruebe la cámara CMOS en el espacio y proporcione la capacidad de imágenes de la Tierra.[1]
- Demostrar estabilización de actitud en un CubeSat.[1]